# Аржантне
Аржантне (фр. Argentenay) насеље је и општина у источном делу централне Француске у региону Бургундија, у департману Јон која припада префектури Авалон.
По подацима из 2011. године у општини је живело 96 становника, а густина насељености је износила 18,93 становника/km². Општина се простире на површини од 5,07 km². Налази се на средњој надморској висини од 160 метара (максималној 273 m, а минималној 154 m).

## Демографија
| 1962. | 1968. | 1975. | 1982. | 1990. | 1999. | 2011. |
| ----- | ----- | ----- | ----- | ----- | ----- | ----- |
| 109   | 134   | 124   | 116   | 112   | 83    | 96    |

График промене броја становника у току последњих година